# Mademoiselle chante…
Mademoiselle chante… (с фр. — «Мадмуазель поёт…») — дебютный студийный альбом французской певицы Патрисии Каас, выпущенный в 1988 году на лейбле Polydor. Пластинка выдержана в жанре поп-музыки с элементами джаза и блюза.

## Об альбоме
Альбом добрался до второго места в списке самых популярных альбомов во Франции и держался в топе почти два месяца, в первой десятке он оставался в общей сложности 64 недели, а в сотне самых популярных в течение 118 недель. Вскоре после выхода пластинка получила во Франции золотую сертификацию за продажи свыше ста тысяч экземпляров, а после трех месяцев — платиновую. Платиновыми альбом стал также в Бельгии и Швейцарии. В Канаде альбом также получил золото. В настоящее время продажи превышают два миллиона копий во всём мире.
На альбоме содержится один из главных хитов певицы — песня «Mademoiselle chante le blues», выпущенная как лид-сингл в 1987 году. Остальные синглы с альбома, «D’Allemagne», «Mon mec à moi», «Elle voulait jouer cabaret», «Quand Jimmy dit», также пользовались успехом, войдя в первую двадцатку лучших хитов Франции.
За запись пластинки Каас была удостоена награды «Виктуар де ля мюзик» в категории «Открытие года».

## Список композиций
| №                   | Название                       | Текст песни                       | Музыка              | Длительность |
| ------------------- | ------------------------------ | --------------------------------- | ------------------- | ------------ |
| 1.                  | «Mon mec à moi»                | Дидье Барбеливьен                 | Франсуа Бернейм     | 4:14         |
| 2.                  | «Vénus des abribus»            | Франсуа Бернейм Элизабет Депардьё | Доминик Перрье      | 3:55         |
| 3.                  | «D’Allemagne»                  | Дидье Барбеливьен                 | Франсуа Бернейм     | 4:25         |
| 4.                  | «Des mensonges en musique»     | Дидье Барбеливьен                 | Франсуа Бернейм     | 4:19         |
| 5.                  | «Un dernier blues»             | Дидье Барбеливьен                 | Дидье Барбеливьен   | 1:37         |
| 6.                  | «Quand Jimmy dit»              | Дидье Барбеливьен                 | Франсуа Бернейм     | 3:42         |
| 7.                  | «Souvenirs de l’Est»           | Дидье Барбеливьен                 | Франсуа Бернейм     | 2:56         |
| 8.                  | «Elle voulait jouer cabaret»   | Дидье Барбеливьен                 | Дидье Барбеливьен   | 4:02         |
| 9.                  | «Mademoiselle chante le blues» | Дидье Барбеливьен                 | Боб Мехди           | 3:48         |
| 10.                 | «Chanson d’amour pas finie»    | Дидье Барбеливьен                 | Франсуа Бернейм     | 1:36         |
| Общая длительность: | Общая длительность:            | Общая длительность:               | Общая длительность: | 34:57        |

## Позиции в хит-парадах
| Хит-парад (1989)       | Высшая позиция |
| ---------------------- | -------------- |
| Европа (Music & Media) | 13             |
| Франция (SNEP)         | 2              |

| Хит-парад (1989)       | Позиция |
| ---------------------- | ------- |
| Европа (Music & Media) | 23      |

## Сертификации и продажи
| Регион                                                      | Сертификация  | Продажи   |
| ----------------------------------------------------------- | ------------- | --------- |
| Канада (Music Canada)                                       | Золотой       | 50 000^   |
| Франция (SNEP)                                              | Бриллиантовый | 1 586 100 |
| Швейцария (IFPI Switzerland)                                | 2× Платиновый | 100 000^  |
| ^ Данные о тиражах приведены только на основе сертификации. |               |           |